# Kirill Sjamsjurin
Kirill Andrejevitj Sjamsjurin (ryska: Кирилл Андреевич Шамшурин), född 14 maj 1990, är en rysk kanotist.

## Karriär
Sjamsjurin började paddla 2000 i Tiraspol och hade sin far Andrej Sjamsjurin som sin första tränare. Vid EM i Trasona 2010 tog Sjamsjurin guld i C-4 1000 meter tillsammans med Alexander Kostoglod, Maksim Opalev och Pavel Petrov. Följande år tog han brons i samma gren tillsammans med Ivan Kuznetsov, Rasul Isjmuchamedov och Vladimir Tjernysjkov vid EM i Belgrad. Vid sommaruniversiaden 2013 i Kazan tog Sjamsjurin två guld och ett silver. Följande år tog han guld i C-4 1000 meter vid VM i Moskva tillsammans med Rasul Isjmuchamedov, Viktor Melantev och Ilja Pervuchin.
2015 tog han guld i C-4 1000 meter vid EM i Račice tillsammans med Rasul Isjmuchamedov, Viktor Melantev och Vladislav Tjebotar. Följande år försvarade de sitt guld i grenen vid EM i Moskva. Vid EM i Plovdiv 2017 tog han brons i C-1 1000 meter och C-4 1000 meter. Vid VM i Montemor-o-Velho 2018 tog Sjamsjurin brons i C-1 5000 meter och C-2 1000 meter. Under året tog han även ett silver i C-1 5000 meter vid EM i Belgrad.
2019 tog Sjamsjurin silver i C-1 1000 meter och brons i C-2 1000 meter vid Europeiska spelen i Minsk. Han tog under året även ett brons i C-1 vid maraton-VM i Shaoxing. Vid EM i Poznań 2021 tog Sjamsjurin silver i C-2 1000 meter och brons i C-1 1000 meter. Under året tog han även guld tillsammans med Vladislav Tjebotar i C-2 1000 meter och brons i C-1 5000 meter vid VM i Köpenhamn.